# Георги Заркин
Георги Атанасов Заркин (3 март 1940 г. – 7 август 1977 г.) е български политически затворник, журналист и поет. Убит без съд и присъда по време на комунистическия режим в България.

## Биография
Роден е в село Бели Искър, Самоковско, през 1940 г., в семейството на каменоделеца Атанас Лазаров Заркин и домакинята Гена Заркина. След идването на комунистическата власт баща му както и други съселяни и граждани от Самоков са убити без съд и присъда в местността „Черната скала“ над Боровец.
Георги Заркин завършва задочно кинематография, след което работи като зоотехник в Самоков и дописник на вестник Самоковска комуна. През 1963 г. започва работа като фоторепортер във вестник Земеделско знаме.

Година по-късно, през 1964 се запознава с Иван Тодоров-Горуня и е привлечен към организирането на преврат, целящ свалянето на Тодор Живков от власт. След разкриването на заговора и смъртта на Горуня през 1965 г., Георги Заркин разпространява позиви призоваващи за въоръжена борба, като ги подписва от името на несъществуващата Врачанска революционна организация. За тази си дейност е арестуван и осъден 6 години лишаване от свобода от Софийски окръжен съд. Първоначално излежава присъдата си в Софийския затвор, по-късно е преместен в Старозагорския, където получава още две вътрешни присъди за писане на контрареволюционна литература.
| „ | „Преценявайки доказателствата, съдът приема, че подсъдимият е разпространил въпросните материали. От съдържанието на тези материали се вижда, че те съдържат неверни клеветнически твърдения, засягащи нашия държавен и обществен строй. Тези материали са пълни с гнусни клевети срещу нашия държавен и обществен строй. Не само това, но с тези материали той възхвалява извършването на престъпления срещу НРБ. Само да вземем втория стих от “Марш на българските политзатворници". В този стих той зове на борба, на бунт срещу народната власт. Такава възхвала на престъпление против НРБ се съдържа и в протеста, отправен до зам.-началника на затвора, където говори за освобождението на България. От съдържанието на тези материали се вижда, че се цели да се отслаби властта на НРБ, както и да се създадат затруднения на народната власт. Тези материали сочат контрареволюционния умисъл на подсъдимия. Затова с деянието си той е консумирал престъпния състав на чл. 108 от НК, по който текст съдът го признава за виновен и наказва." | “ |

| „ | „Какво говори и пише Заркин, другари съдии? Той пише, че “Русия ни доведе до просия". Ако е така, ако Русия води до просия, то нямаше да помага на наводненията в Индия, в Бангладеш и в Бразилия. Русия нямаше да изпраща чрез Червения полумесец и Червения кръст помощи на хората от Африка. Къде е тази просия, Заркин, когато именно Русия облече народите. Ако не беше тя, детето ти сега щеше да стигне до просешка тояга. Георги Заркин с поведението си дотогава не е дал основание да се разбере, че той не може да има друго отношение към народната власт освен вражеско. А аз трябва да му кажа, защото той сам не може да стигне до тази истина, че ако не беше Русия, нямаше да има Народна република България. А нима този стих на Заркин не говори за известни и определени антинародни отношения към известни политически тенденции? А народът на СССР ни помага и неслучайно Георги Димитров е казал, че: „Дружбата ни със Съветския съюз е тъй жизненонеобходима, както слънцето и въздуха за всяко живо същество.“ | “ |

На 15 юли 1968 г., в разгара на демократичното обновление в Чехословакия, Заркин изпраща от затвора писмо-протест до министър-председателя Тодор Живков. В него той пише открито за диктаторския характер на режима, за политическото съдопроизводство и липсата на независимо правосъдие. Заркин обявява и 28-дневна гладна стачка в знак на протест срещу нахлуването на армиите на Варшавския договор в Чехословакия. В протеста си до началника на затвора, писан на 2 ноември 1968, скоро след смазването на Пражката пролет, Заркин пише: 
| „ | „Ако трябва да вярвам, че Русия е освободител на България, то все едно да повярвам, че вълкът е тревопасен. От кого освободиха петте варшавски армии Чехословакия? Да! Наистина те я освободиха от Свободата.“ | “ |

Докато е в затвора, срещу него се води следствие за „разпространяване на клеветнически твърдения, засягащи държавния и обществен строй“. Вследствие получава вътрешна, допълнителна присъда от 5 години. През 1974 г. получава и втора вътрешна присъда в размер на 8 години, този път по обвинение, че е създал в затвора „контрареволюционна група“ и е разпространявал поезия с „вражеско съдържание“.

От 1975 г. е в Пазарджишкия затвор, където е убит на 7 август 1977 г. заради опасението на властта, че участниците в международния писателски конгрес, който е щял да се състои същата година в София, биха поискали да се срещнат със Заркин, чиито стихове са четени по радио „Свободна Европа“.
| „ | „Вътре влизат двама криминални затворници, които извършват физическото убийство чрез задушаване с притискане на възглавница към лицето и биене с маркучи, за да няма фрактури“ | “ |

На 10 ноември 2014 г. е удостоен посмъртно с ордена „За гражданска заслуга“ - първа степен от президента Росен Плевнелиев.
| „ | „Нам нужни са ни храбреци – задават се барутни жътви! Поне станете, Вие, мъртъвци, защото живите са мъртви…“ | “ |

## Творчество
Посмъртно са издадени:
- Отвъд чертата (1994 г.)[9] – стихосбирка
- От храма на самообречените (2011 г.)[10] – стихосбирка
- Приливи и отливи (2012 г.)[11]
- Чест (2008 г.)[12] – роман; 2015 г. – второ издание